# Julius el Gato
Julius el Gato es un personaje de dibujos animados, protagonista de la primera serie animada creada por Walt Disney, las Comedias de Alicia, y con la animación única de Ub Iwerks, lo que lo convierte en el predecesor de Oswald el conejo afortunado y Mickey Mouse. Julius es un gato antropomórfico, intencionalmente similar a el gato Félix por Margaret J. Winkler; quien en ese momento se encontraba en discusión con Pat Sullivan. 
Un héroe audaz e inventivo que poco a poco se convirtió en el foco principal de la serie, hasta el punto en que Disney abandonó la acción en vivo para la animación pura en proyectos posteriores. Julius fue el primero de los protagonistas animados de los estudios de Disney en luchar contra Pete, su personaje antagonista más antiguo.
Actualmente, las dos tiendas "Julius Katz" en la Calle Buena Vista en Disney California Adventure se nombran en su honor.

## Historia
El personaje apareció por primera vez (sin nombre) en ocho de los diez cortos animados creados por el primer estudio de Disney, Laugh-O-Gram Studio, siendo el primero Little Red Riding Hood en 1919 y el último de ellos como el piloto de Comedias de Alicia, Alice's Wonderland en 1923. Se llamaría Julius en la tercera película de la serie, Alice's Spooky Adventure, convirtiéndose en el primer personaje animado de Walt Disney. La principal motivación para la creación del personaje fue que Charles Mintz quería tener los mejores gags visuales posibles en la serie. Dado que la joven Alicia, primero interpretada por Virginia Davis, que entonces tenía solo siete años, no podía confiar en ella para el papel cómico, necesitando un compañero, y Julius el Gato desempeñó ese papel. A lo largo de la serie, el animado Julius se convirtió cada vez más en el centro de atención, destacando a la animación sobre la acción en vivo.
En una de sus primeras apariciones, Alice's Fishy Story, la cola de Julius demuestra su gran versatilidad, una característica recurrente en la serie. Walt repetidamente jugó en la mitología de los gatos que tienen nueve vidas. En el cortometraje Alice the Peacemaker, se asoció con un ratón llamado Ike Mouse (un precursor de Mickey Mouse). Este emparejamiento de gato/ratón fue uno de los muchos dúos animados de Krazy Kat (e Ignatz) y Tom y Jerry. Julius fue el primero de los personajes animados de Disney en ser reprendido por Pete, comenzando en Alice Solves The Puzzle, y más tarde en Alice Picks the Champ. En la mayoría de los cortometrajes se muestra que Julius tiene un interés amoroso por Alicia y esta le corresponde.
De vez en cuando ha aparecido en cómics de Disney bajo el nombre de "Mio Miao" en italiano y "Otto" en sueco. Además, el personaje consiguió cierta popularidad actual tras el lanzamiento del videojuego Epic Mickey, lo que permitió que la gente estudiara más sobre las raíces del estudio de Walt Disney encabezado por Julius.
Muchas de las películas individuales de las Comedias de Alicia han sido relanzadas, en ediciones de DVD, como Disney Rarities: Celebrated Shorts: 1920s-1960s y Walt Disney Treasures: The Adventures of Oswald the Lucky Rabbit.

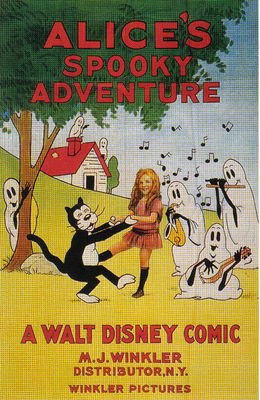
Julius bailando con Alicia en un cartel publicitario de uno de los cortos de las Comedias de Alicia.

## Similitud con Félix
En los primeros días de la animación, Félix el gato, que fue creado en 1919 por Otto Messmer para el estudio de Pat Sullivan, fue la plantilla para un personaje animado exitoso. La similitud de Julius con Félix no fue accidental, pero debido a  Margaret Winkler instó a la renuente Disney a copiarlo. Ella había sido la distribuidora de Félix el Gato, pero estaba luchando constantemente con Sullivan, lo que finalmente llevó a una división, por lo que se dirigió a Disney para llenar el vacío. Como Félix, Julius pasearía y separaría su cola. Cuando estaba en un dilema, se formaban signos de interrogación visibles sobre su cabeza. El New York Times fue tan lejos como para llamar a Julius como "un clon descarado... desde el diseño de la manguera de goma y el círculo hasta las partes desmontables del cuerpo". No obstante, el autor John Grant defendió que el personaje debe considerarse, especialmente, en un contexto histórico con los inicios de Walt Disney con la animación en Hollywood.

## Filmografía
El personaje de Julius apareció en 47 de las 51 películas de la serie las Comedias de Alicia.

### 1922
- Little Red Riding Hood (prototipo)
- The Four Musicians of Bremen
- Jack the Giant Killer
- Puss in Boots
- Goldie Locks and the Three Bears
- Cinderella

### 1923
- Jack and the Beanstalk
- Alice's Wonderland

### 1924
- Alice's Day at the Sea
- Alice's Spooky Adventure (aparición como Julius)
- Alice's Fishy Story
- Alice the Peacemaker
- Alice Hunting in Africa
- Alice and the Three Bears
- Alice the Piper

### 1925
- Alice Cans the Cannibals
- Alice the Toreador
- Alice Gets Stung

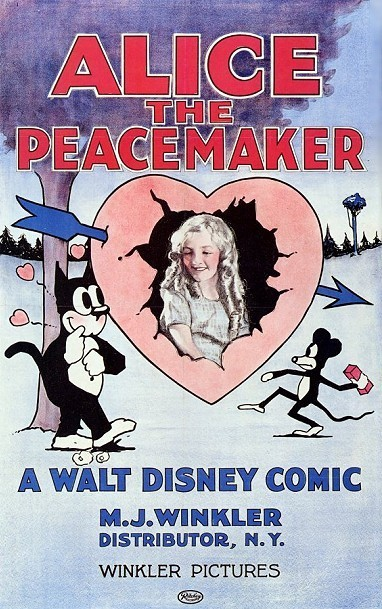
Julius enamorado de Alicia en un cartel publicitario de uno de los cortos de las Comedias de Alicia.

- Alice Solves the Puzzle (primera aparición con Pete)
- Alice's Egg Plant
- Alice Loses Out
- Alice Wins the Derby
- Alice Picks the Champ
- Alice Chops the Suey
- Alice the Jail Bird
- Alice's Tin Pony
- Alice Plays Cupid
- Alice in the Jungle

### 1926
- Alice on the Farm
- Alice's Balloon Race
- Alice's Little Parade
- Alice's Mysterious Mystery
- Alice Charms the Fish
- Alice's Orphan
- Alice's Monkey Business
- Alice in the Wooly West
- Alice the Fire Fighter
- Alice Cuts the Ice
- Alice Helps the Romance
- Alice's Spanish Guitar
- Alice's Brown Derby
- Alice the LumberJack

### 1927
- Alice the Golf Bug
- Alice Foils the Pirates
- Alice at the Carnival
- Alice at the Rodeo
- Alice the Collegiate
- Alice's Auto Race
- Alice's Circus Daze
- Alice's Knaughty Knight
- Alice's Three Bad Eggs
- Alice's Channel Swim
- Alice in the Klondike
- Alice's Medicine Show
- Alice the Whaler
- Alice the Beach Nut